# 千针万线草
千针万线草（学名：Stellaria yunnanensis）为石竹科繁缕属的植物，为中国的特有植物。分布于中国大陆的云南、四川等地，生长于海拔1,800米至3,250米的地区，多生长在丛林和林缘岩石间，目前尚未由人工引种栽培。
其种加词 yunnanensis 意为“云南的”。

## 别名
麦参、筋骨草（云南中草药） 云南繁缕（云南植物研究）

## 异名
- Stellaria yunnanensis Franch. f. villosa C. Y. Wu ex P. Ke